# Tricoma absidata
Tricoma absidata är en rundmaskart som beskrevs av Timm 1970. Tricoma absidata ingår i släktet Tricoma och familjen Desmoscolecidae. Inga underarter finns listade i Catalogue of Life.